# پرستون وین

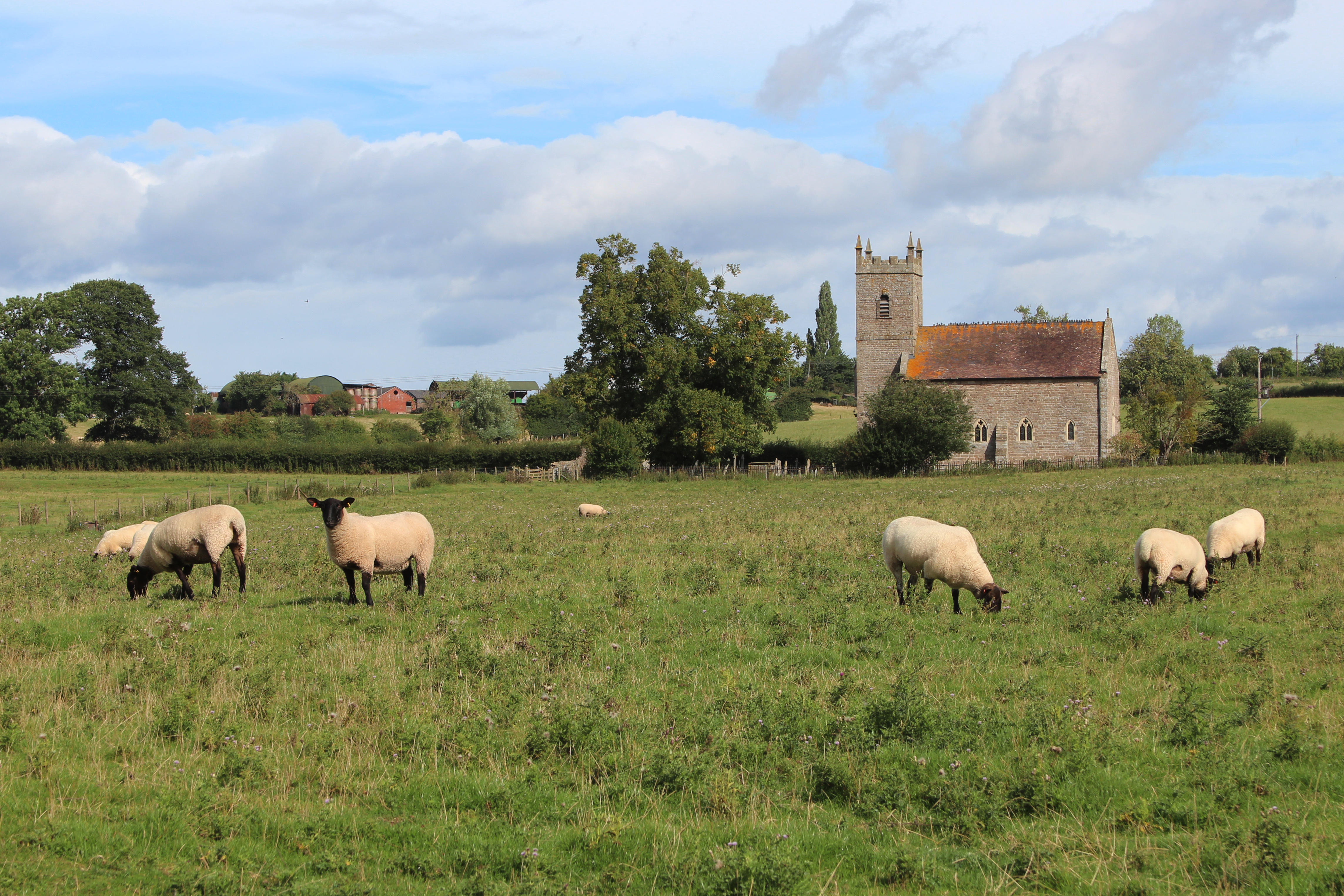
نمایی از کلیسای «تثلیث مقدس» در روستای پرستون وین - ۲۰۱۵

پرستون وین (انگلیسی: Preston Wynne) یک روستای کوچک در ۷ مایلی یا ۱۱ کیلومتری شمال شرقی هرفورد در هرفوردشر، انگلستان است. جمعیت آن در سرشماری ۲۰۱۱، ۱۷۲ نفر بود. این روستا محل یک کلیسای قرون وسطایی و چندین قلعه قدیمی است.